# António Costa Silva
António José da Costa Silva (ur. 23 listopada 1952 w Novej Sintrze) – portugalski inżynier, menedżer i nauczyciel akademicki, w latach 2022–2024 minister gospodarki i ds. morskich.

## Życiorys
Absolwent inżynierii górniczej w Instituto Superior Técnico na Universidade Técnica de Lisboa. Magisterium z inżynierii naftowej uzyskał w Imperial College London. Doktoryzował się na podstawie pracy dotyczącej inżynierii zbiorników.
Zawodowo związany z sektorem energetycznym. Pracował w koncernie Sonangol i przedsiębiorstwie Companhia Portuguesa de Serviços. W latach 1998–2001 zajmował stanowisko dyrektora wykonawczego we francuskiej firmie CGG, następnie do 2003 był dyrektorem w oddziale biznesowym Francuskiego Instytutu Naftowego. W latach 2004–2021 był prezesem wykonawczym kompanii naftowej Partex należącej przez większość tego okresu do Fundação Calouste Gulbenkian i zajmującej się badaniami złóż ropy naftowej oraz gazu ziemnego. Brał udział w różnych projektach energetycznych na Bliskim Wschodzie, a także m.in. w Algierii, Brazylii, Maroku, Angoli, Rosji, Wenezueli, Iranie i Arabii Saudyjskiej.
Został również profesorem w Instituto Superior Técnico, powoływany w skład rad kuratorów ISCTE – Instituto Universitário de Lisboa oraz Uniwersytetu w Aveiro, rady doradczej Fundação Calouste Gulbenkian i na przewodniczącego rady ds. paliw w urzędzie regulacji usług energetycznych ERSE. W 2020 na zlecenie portugalskiego rządu przygotował założenia planu odnowy gospodarczej (PRR) opracowanego w związku z pandemią COVID-19. Został przewodniczącym komitetu monitorującego wdrażanie PRR.
W marcu 2022 objął funkcję ministra gospodarki i ds. morskich w trzecim gabinecie Antónia Costy. Urząd ten sprawował do kwietnia 2024.